# San Miguel Suchixtepec
San Miguel Suchixtepec är en kommun i Mexiko.   Den ligger i delstaten Oaxaca, i den sydöstra delen av landet, 500 km sydost om huvudstaden Mexico City. Antalet invånare är 2 694. Arean är 107 kvadratkilometer.
Terrängen i San Miguel Suchixtepec är bergig åt sydväst, men åt nordost är den kuperad.
Följande samhällen finns i San Miguel Suchixtepec:
- Portillo el Cacalote
- Río San José